# Eria consanguinea
Eria consanguinea är en orkidéart som beskrevs av Johannes Jacobus Smith. Eria consanguinea ingår i släktet Eria och familjen orkidéer. Inga underarter finns listade i Catalogue of Life.